# 부치네
부치네(이탈리아어: Bucine)는 이탈리아 토스카나주 아레초도에 있는 코무네이다. 피렌체에서 남동쪽으로 45km, 아레초에서 서쪽 20km 거리에 있다.